# Altin Volaj
Altin Volaj (* 21. Juni 1974 in Fier) ist ein albanischer Komponist und Musikpädagoge.
Volaj spielte in seiner Kindheit Akkordeon und besuchte die Musikschule in Shkodra. Er studierte dann bis 2001 Kontrapunkt und Harmonielehre sowie Komposition bei Leontios Hadjileontiadis am Konservatorium von Thessaloniki. Bis 2003 studierte er Komposition bei Theodore Antoniou und Lukas Foss an der Boston University, daneben auch bei Wladimir Tarnopolski am Moskauer Konservatorium. Er setzte seine Ausbildung bei André Bon und Allain Gaussin an der  Académie Américaine in Fontainebleau fort (bis 2005) und war bis 2008 Schüler von Lawrence Moss an der University of Maryland. Weitere Lehrer waren Samuel Headrick (Musikanalyse), Martin Amlin (Fuge und Komposition), John Daverio (Musikgeschichte) und David Kope (Musiktheorie).
Nach Lehrtätigkeit am Konservatorium von Thessaloniki unterrichtete Volaj an der Boston University und der University of Maryland. Er wurde u. a. mit dem Prix pour composition Nadia Boulanger der Académie Américaine als bester Musikstudent (2005), dem Ersten Preis bei der Walsum Competition der University of Maryland (2006) und zwischen 2003 und 2008 jährlichen Preisen der ASCAP ausgezeichnet. Seine Werke wurden von Ensembles wie dem Greek Ensemble of New Music, dem Alea III New Music Ensemble, dem Left Bank Quartet, dem Boston University Symphony Orchestra, dem University of Maryland Symphony Orchestra und dem Kronos Quartet aufgeführt. Seine Oper ION wurde 2008 vom Maryland Opera Studio unter Leitung von Leon Major und 2009 von der Shakespeare Theater Company in Washington aufgeführt.

## Werke
- Folk Dances für Akkordeon, 1993
- Sonatina für Flöte, 1996
- For Large Orchestra, 2000
- For solo Piano, 1999
- Fluxus für Flöte, Bassklarinette, Violine, Viola, Cello und Perkussion, 2001
- For Flute, Clarinet, Violin, Cello, and Piano, 2001
- Moments für Perkussion, 2001
- For solo Harp, 2001
- For solo Double Bass, 2002
- Lament für Horn und Klavier, 2002
- Moments für Flöte, Klarinette, Fagott, zwei Violinen, Viola, Cello, Kontrabass und Perkussion, 2002
- Solo Guitar, 2002
- Short Fantasy für Oboe, 2002
- Sextet für Flöte, Oboe, Klarinette, Violine, Viola und Cello, 2002
- Trio für Klarinette, Klavier und Perkussion, 2003
- Fantasy für Flöte, 2003
- Two Songs (Mediterranean Suns – Silver Swanne) (Texte: Kenneth Koch, anonym) für Mezzosopran, Bariton und Klavier, 2003
- In Memoriam Bledi Llangozi, 2004
- Fantasy für Orchester, 2004
- In Memoriam Witold Lutosławski für großes Orchester, 2004
- Anoiksi – Spring für Symphonic Band, 2005
- Saupade, Improvisation für Sopranistin-Schauspielerin, Violine, Viola und Cello, 2005
- Phos I für Flöte, Klarinette, Violine, Viola, Cello und Klavier, 2005
- Echoes für Klarinette und Tonband, 2005
- Phos II für Streichquartett, 2006
- Collage à Pink Floyd für Klarinette, elektrische Gitarre, Cello, Kontrabass, Klavier und Perkussion, 2006
- For Robert Casadesus für Flöte, Harfe und Viola, 2007
- ION, Oper (Libretto von Nick Olcott), 2007
- Seven Songs (Texte von Panaiotis Argiropoulos) für Sopran, Klarinette, Perkussion und Live-Elektronik, 2008
- A Short Variation on a Theme of Theodore Antoniou für Klavier, 2008
- Impromptu für Klavier, 2008
- Sequenza für Posaune, 2009